# Lænestol
Lænestol er en stol, der typisk er en magelig stol med polstret sæde, armlæn og høj ryg. Lænestolen kan have tilknyttet fodskammel.
Lænestole kan være drejelige eller med faste ben.
Eksempler på lænestole er designeren Arne Jacobsens Ægget og den lavryggede Svanen, Jaime Hayóns RO Lænestol og Hans Wegners Bamsestolen.